# NGC 374
NGC 374 ist eine linsenförmige Galaxie vom Hubble-Typ S0/a im Sternbild Fische auf der Ekliptik. Sie ist schätzungsweise 232 Millionen Lichtjahre von der Milchstraße entfernt und hat einen Durchmesser von etwa 75.000 Lichtjahren. Gemeinsam mit 21 weiteren Galaxien ist sie Mitglied der NGC 452-Gruppe (LGG 18).
Im selben Himmelsareal befinden sich u. a. die Galaxien NGC 379, NGC 380, NGC 383, IC 1619.
Das Objekt wurde am 7. Oktober 1861 von dem deutsch-dänischen Astronomen Heinrich Louis d’Arrest entdeckt.